# 新格罗夫音乐与音乐家辞典
《新格罗夫音乐与音乐家辞典》（英語：The New Grove Dictionary of Music and Musicians）是一部音乐类的百科词典，和《古今音乐大词典》（德語：Die Musik in Geschichte und Gegenwart）并列为世界上最大的两部西方音乐词典。

## 歷史

### 發行紀要
《新格罗夫音乐与音乐家辞典》的前身是《音乐和音乐家词典》（A Dictionary of Music and Musicians），由伦敦麥克米倫出版公司在1879年首次印行出版，當時分為四卷，主编是乔治·格罗夫，约翰·亚历山大·富勒·梅特兰参与了第四卷附录的编写。1890年发布了单独一卷的索引。
1904年到1910年期間，梅特兰主编了詞典第二版，稱《格罗夫音乐和音乐家辞典》（Grove's Dictionary of Music and Musicians），共五卷。
1927年，H·C·克里斯（H. C. Colles）编写第三版，維持了五卷篇幅。克里斯版本在1940年又新增加一卷，這個六卷版被视为第四版。
第五版共九卷，由埃里克·布鲁姆主编，於1954年出版。
《新格罗夫音乐与音乐家辞典》本身是1980年出版的，主编为史丹利·塞迪，此时已达20卷，含22,500个条目和16,500篇传记。
《新格罗夫》的第二版在2001年出版，主编仍是史丹利·塞迪，共29卷，并提供在线阅读服务。

## 評論
《新格罗夫》第二版由于存在大量错字和事实性错误而备受批评。